# Parafia Najświętszej Maryi Panny Królowej Polski w Mędrzechowie
Parafia pw. Najświętszej Maryi Panny Królowej Polski w Mędrzechowie – parafia rzymskokatolicka znajdująca się w diecezji tarnowskiej w dekanacie Szczucin. Erygowana w XX wieku. Mieści się pod numerem 1. Prowadzą ją księża diecezjalni. Od 2025 proboszczem parafii jest ks. Piotr Siemek